# Kōke
Un kōke (高家? "famiglie importanti") durante il periodo Edo in Giappone si riferisce al titolo, generalmente ereditario, di "Maestro delle cerimonie" detenuto normalmente da samurai che di rango erano inferiore solo ai daimyō. Storicamente era detenuto da importanti famiglie del Giappone feudale.
Forse il più famoso "Maestro delle cerimonie" nella storia fu Kira Yoshinaka, che deteneva il titolo Kōzuke no suke (吉良上野介), che rappresentava il ruolo e il potere che detenevano all'epoca e che fu ucciso dai quarantasette rōnin di Akō.

## Storia
La posizione di kōke è tipicamente tradotta come "Maestro delle ceremonie" o "Maestro delle cerimonie di corte".
Gli uomini che detenevano il titolo di kōke potevano esercitare il ruolo di corriere che portava i messaggi dallo shōgun alla Corte Imperiale a Kyoto, o sovraintendere ai comitati di accoglienza per ospitare gli inviati imperiali a Edo. Rappresentavano anche lo shōgun in alcune funzioni tenute a Nikkō e in altri santuari o templi, e a cerimonie e riti giudiziari presso il castello di Edo.
La carica fu istituita nel 1608 quando lo shogunato Tokugawa selezionò alcune antiche grandi famiglie a cui erano stati confiscati i possedimenti per ricoprire la carica. Molte di queste famiglie dichiaravano di discendere dagli shugo, carica esistita dal periodo Kamakura al periodo Sengoku, tra le quali ci furono i clan Takeda, Imagawa, Kyōgoku, Rokkaku, Ōtomo e gli Hatakeyama. Altre famiglie erano meno prestigiose tra le quali ricordiamo i clan Yokose, Ōsawa e Kira. Alla fine dello shogunato, dopo la restaurazione Meiji, si contavano 26 clan aventi tale titolo. Alcuni di questi avevano più rami del clan che detenevano la carica di kōke, come ad esempio i Takeda.
Le famiglie kōke avevano possedimenti per meno di 10.000 koku il che le rendeva sotto ai daimyō, ma avevano rango superiore agli hatamoto. Diversamente dagli hatamoto, i cui doveri erano militari, ai kōke venivano assegnate missioni privilegiate.
Al di sotto dei kōke circa dieci famiglie detenevano il titolo di omote-kōke (表高家?). In realtà, quelli che erano in servizio venivano chiamati oku-kōke  (奥 高家?) in contrapposizione agli omote-kōke che erano non ufficialmente in servizio. Questa differenziazione fu necessaria per garantire loro il privilegio di poter presenziare presso la Corte Imperiale.

## Famiglie Kōke
- clan Arima
- clan Isshiki
- clan Imagawa
- clan Uesugi
- clan Ōsawa
- clan Ōtomo
- clan Oda
- clan Kyōgoku
- clan Kira
- clan Shinagawa
- clan Takeda
- clan Nagasawa
- clan Toki
- clan Toda
- clan Chūjō
- clan Hatakeyama
- clan Hino
- clan Maeda
- clan Miyahara
- clan Mogami
- clan Yura
- clan Yokose
- clan Rokkaku